# 任荣发
任荣发（1961年10月—），男，汉族，江苏无锡人，中华人民共和国政治人物，曾任国家税务总局党委委员、副局长。